# Elvis Abbruscato
Elvis Abbruscato (Reggio Emilia, 14 de Abril de 1981) é um futebolista italiano que milita no FeralpiSalò, como atacante.
Crescido nas divisões de base da Reggiana, jogou por vários clubes na Serie B italiana, com sucesso principalmente na equipe do Arezzo, e no Hellas Verona, passagens que lhe renderam transferencia para o Torino, onde estreou na Serie A.
No inicio da temporada 2009-2010, ele é emprestado para o Chievo, depois de esperar seu espaço, no banco de reservas, estréia contra o Parma e faz seu primeiro gol, contra o Palermo.